# (16869) Košinár
(16869) Košinár, désignation internationale (16869) Kosinar, est un astéroïde de la ceinture principale.

## Description
(16869) Kosinar est un astéroïde de la ceinture principale. Il fut découvert le 10 janvier 1998 à Modra par Adrián Galád et Alexander Pravda. Il présente une orbite caractérisée par un demi-grand axe de 2,22 UA, une excentricité de 0,12 et une inclinaison de 4,2° par rapport à l'écliptique.

## Compléments